# Frau Holle

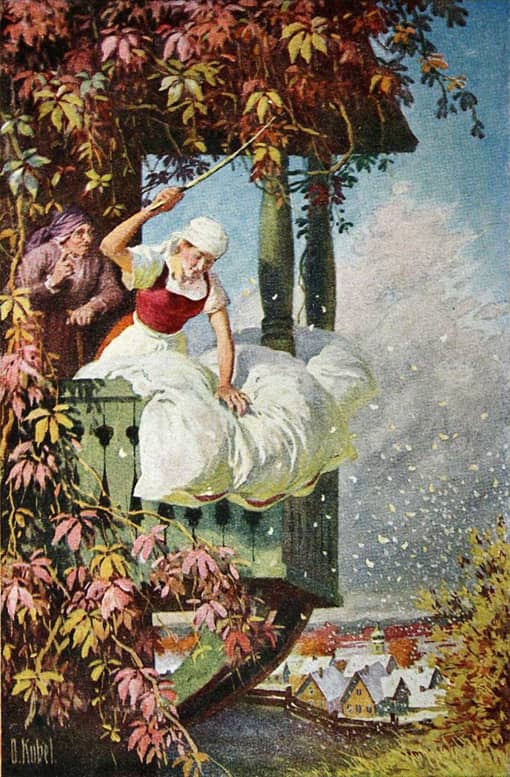
Frau Holle und das fleißige Mädchen, Illustration von Otto Kubel

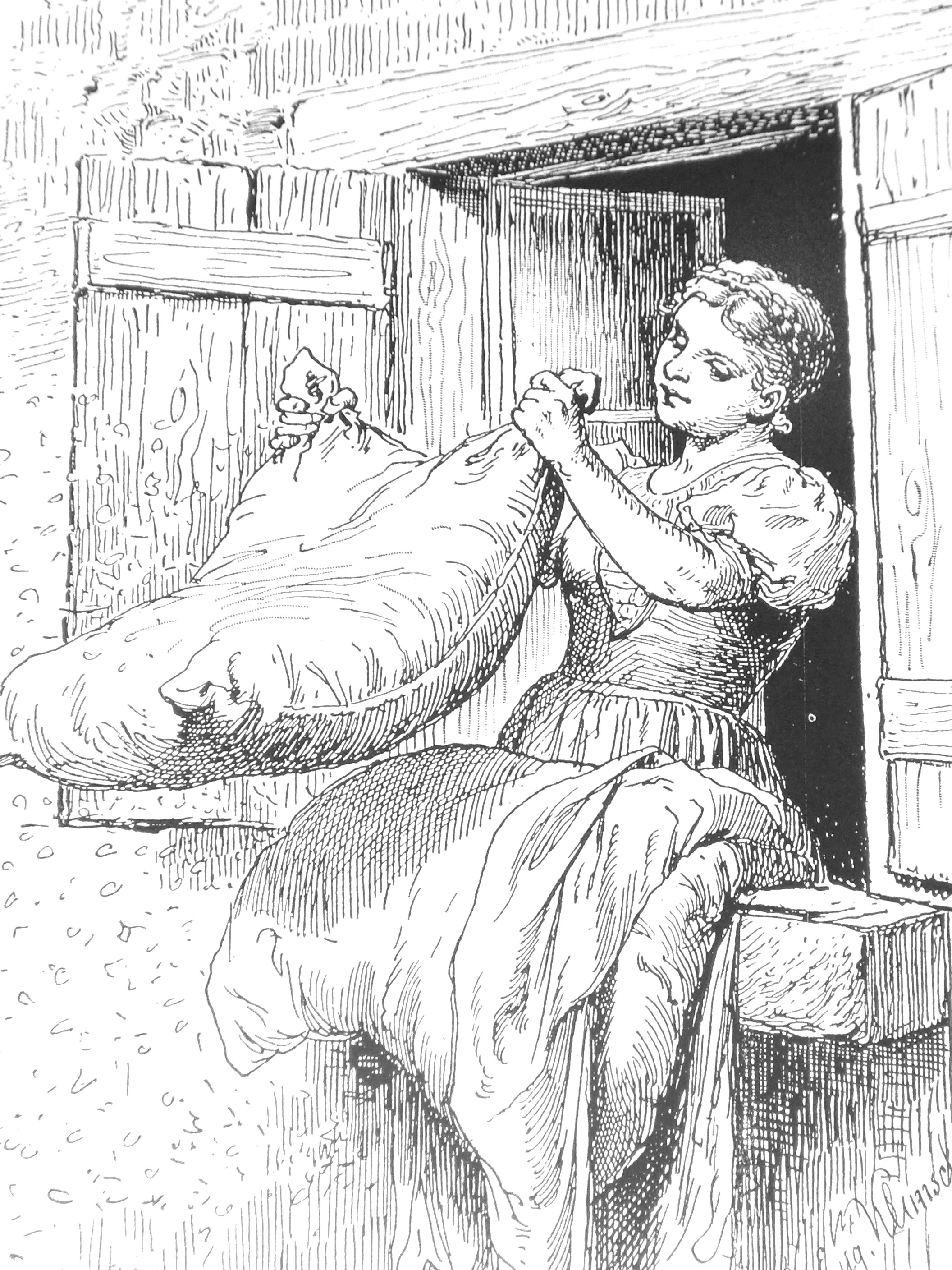
Illustration von Hermann Vogel zum Märchen Frau Holle

Frau Holle ist ein Märchen (ATU 480). Es steht in den Kinder- und Hausmärchen der Brüder Grimm an Stelle 24 (KHM 24). Das Märchen gehört nach Aarne und Thompson zum Märchentyp 480D: Geschichten von artigen und unartigen Mädchen. In das Märchen wurde die Sagengestalt Perchta (Frau Holle) eingearbeitet. Eine frühere Fassung hieß Murmelthier.

## Inhalt
Eine Witwe mag ihre hässliche, faule Tochter sehr, aber nicht ihre schöne, fleißige Stieftochter. Die muss am Brunnen sitzen und spinnen, bis ihre Finger blutig sind, während die andere nichts tuend zu Hause sitzt. Beim Säubern fällt ihr die blutige Spule in den Brunnen hinein. Die Stiefmutter will, dass die Stieftochter sie wieder holt, diese springt in den Brunnen und erwacht auf einer Wiese wieder. Dort kommt sie der Bitte nach, sprechendes längst ausgebackenes Brot aus einem Ofen zu holen und reife Äpfel von einem sprechenden Baum zu schütteln. Sie dient der alten Frau Holle mit den großen Zähnen, schüttelt ihr fleißig das Bett, dann schneit es in der Welt. Obwohl sie ein gutes Leben bei Frau Holle hat, will sie schließlich doch wieder nach Hause, weil sie Heimweh hat. Frau Holle führt sie durch ein Tor, wo Gold auf sie fällt, und gibt ihr auch die Spule wieder. Das Mädchen erzählt zu Hause, wie es zu dem Reichtum gekommen ist. Die Witwe schickt daraufhin ihre Tochter zu Frau Holle, doch diese kommt weder den Bitten des Brotes, noch des Apfelbaums und auch nicht denen der Frau Holle nach. Zum Abschied führt Frau Holle sie zum gleichen Tor, doch als Belohnung fällt Pech auf sie, das ihr Leben lang an ihr haften bleibt.

## Herkunft

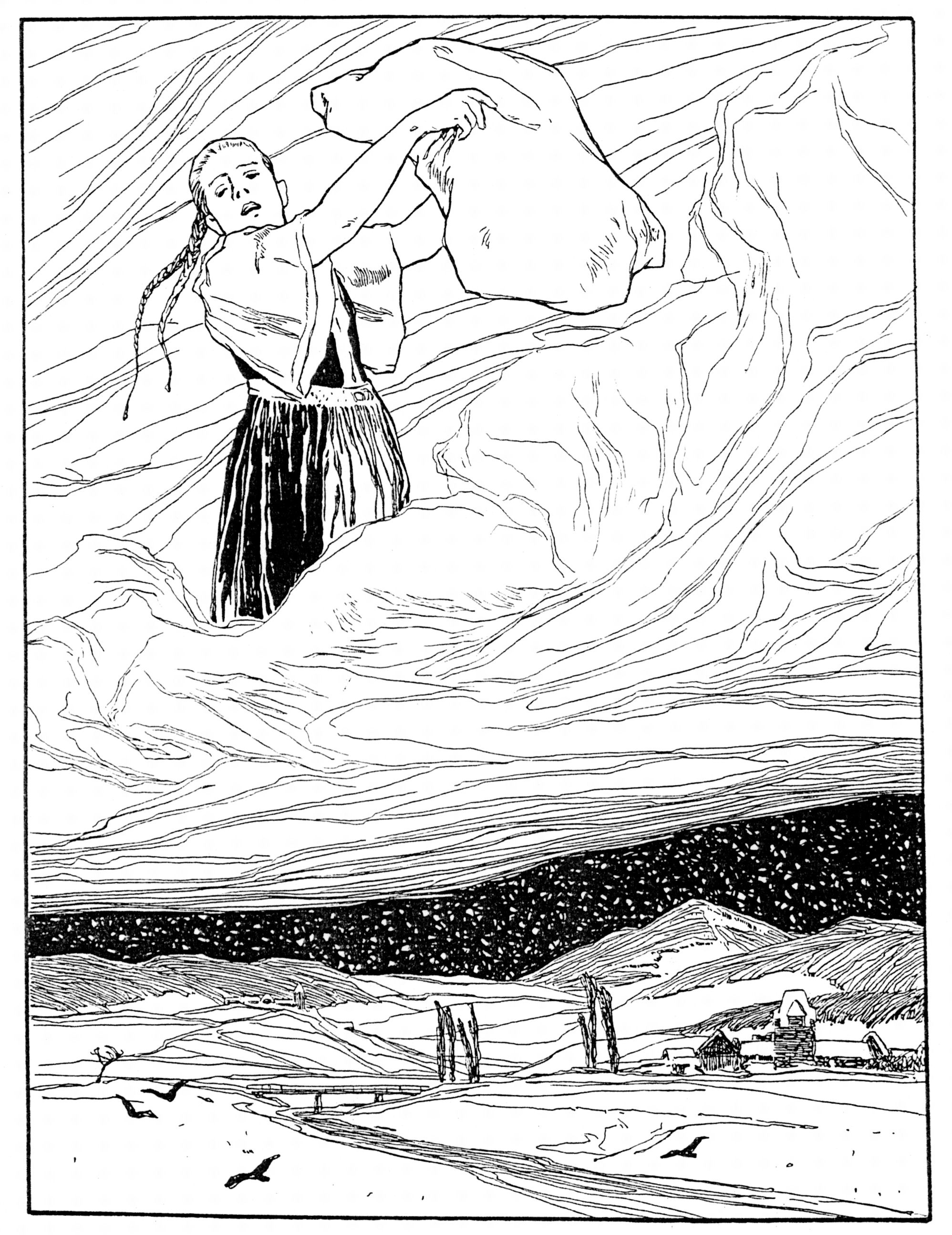
Otto Ubbelohde: Goldmarie bei Frau Holle lässt es schneien

Das Märchen erschien in der Erstauflage der Kinder- und Hausmärchen von 1812 nach den Erzählungen von Dorothea Wild. In der Zweitauflage wurde es durch das Einfügen des Hahns verändert. Wilhelm Grimm wurde dazu durch Georg August Friedrich Goldmanns inspiriert. Dieses Motiv hatte er bei einem Aufenthalt in Westfalen kennengelernt. Eine Urfassung der Frau Holle, verfasst von Jacob Grimm, bekam Clemens Brentano zu Gesicht und schrieb daraufhin sein Märchen vom Murmelthier.
Im Erstdruck von 1812 ist die Mutter noch keine Stiefmutter. Die Heldin holt nur Wasser vom Brunnen und bückt sich dabei zu tief, ohne blutige Spule. Die 2. Auflage entspricht schon weitgehend der 7. Auflage letzter Hand, einschließlich des krähenden Hahns. Ab der 6. Auflage ist etwas genauer beschrieben, wie die Heldin das Brot mit dem Brotschieber holt und die Äpfel aufhäuft, und auch ihre Gefühlslage, wie sie erst langsam merkt, dass sie Heimweh hat „zu den Meinigen“. Es blieb ihr einfacher Ausdruck „ich habe den Jammer nach Haus kriegt […]“, worauf Frau Holle ab der 3. Auflage lobt „es gefällt mir, daß du wieder nach Haus verlangst […]“ (vorher nur: „du hast Recht […]“). Die Formel „Gesottenes und Gebratenes“ steht schon im Erstdruck, wie in KHM 85 und später KHM 36, 54, sie ist auch Althochdeutsch belegt.
Grimms Anmerkung nennt zur Herkunft „Hessen und Westphalen“ und gibt eine „dritte Erzählung aus der Schwalmgegend“ wieder, die Hänsel und Gretel ähnelt: Ein schönes und ein garstiges Mädchen spinnen am Brunnen. Dem schönen fällt der Rocken hinein, es geht hinterher. Unten trifft es einen Birnbaum, ein Kälbchen, einen Backofen und isst von einem Pfannkuchenhaus. Drinnen ist eine rote alte Frau, die ruft „der Wind, das himmlische Kind! komm herein und laus mich“. Sie laust sie in den Schlaf, klaut ein Goldkleid und flieht. Backofen, Kälbchen und Birnbaum verraten sie nicht, oben ruft der Hahn „unser goldenes Mädchen kommt!“ Die Garstige macht es nach, aber Backofen, Kälbchen und Birnbaum verraten sie, und die Alte besudelt ihr das Goldkleid. Ähnlich sei eine „vierte Erzählung aus dem Paderbörnischen“: Ein Mädchen schüttelt ein Bäumchen, melkt eine Kuh, holt Brot aus dem Ofen und laust in einem Haus eine Hexe, einen Affen und einen Bären, dafür kriegt es schöne Kleider und Schätze. Dann lässt es sich im Brunnen wieder hochziehen. Ein schwarzer Hund sucht es, aber die Dinge weisen den falschen Weg. Die Böse dagegen wird von Baum und Kuh geschlagen und gestoßen. Eine fünfte, wieder „hessische Erzählung“: Eine Frau bindet ihrer Tochter den Rocken fest, dass er nicht hinein fällt, der Stieftochter nicht, und wirft sie dann hinunter. Sie kommt in ein Haus, rettet Suppe, Braten und Kuchen vor dem Überlaufen und Verbrennen, nascht nur ein paar Krümel, kämmt der Hexe das verfilzte Haar, ohne zu rupfen, und wird belohnt. Die andere Tochter macht alles falsch. Sie geben noch eine „sechste Erzählung aus Thüringen“ in Wilhelm Reynitzschs Buch Über Truhten und Truhtensteine, Gotha 1802, S. 128–131 wieder: Der Schönen fällt die Spindel in den Brunnen, die Hässliche stößt sie hinab, ein weißes Männchen und ein Sänger führen sie zu einer roten Kuh, die sie melkt, und in eine Stadt. Aus Demut wählt sie das Pechtor und das schwarze Haus, wird aber durchs Goldtor und ins weiße Haus geführt, lebt auch nicht mit Katzen und Schlangen, sondern schönen Spinnerinnen, spinnt Goldflachs, isst und trinkt. Daheim grüßt der gelbe Hahn („kickericki, kickericki!“ – „da kommt die goldene Marie!“). Bei der hässlichen Schwester kommt alles umgekehrt, in einer Nebelwohnung bei Schlangen und Kröten hat sie keine Ruhe. Grimms Anmerkung gibt Murmelthier wieder und nennt noch aus Schwaben bei Meier „77“, Kuhn Nr. 9, aus Holstein bei Müllenhoff „Nr. 31. 51“, „eine Erzählung aus dem Elsaß“ in Stöbers „Volksbuch S. 113“, norwegisch bei Asbjörnsen S. 86, „romanisch aus der Bukowina“ in Wolfs Zeitschrift für Mythologie 1, 42, im Pentameron „4, 7“ Die beiden kleinen Kuchen, „das erste Märchen in der Braunschweiger Sammlung“ (Feen-Mährchen. Zur Unterhaltung für Freunde und Freundinnen der Feenwelt, Braunschweig 1801 bei Verleger Friedrich Bernhard Culemann), „die stolze Föhre“ bei Ziska S. 38, zwei serbische Märchen bei Wuk Nr. 34 und 36 sowie Erzählungen von Frau Holle in Grimms Deutsche Sagen „Band 2“ und Panzer zur deutschen Mythologie 1, „125. 190“, zum Nordischen P. F. Müller „Sagenbibl. 1, 274. 275“. In Hessen sage man bei Schnee „die Frau Holle macht ihr Bett“, in Holstein „St. Petrus wettert sein Bett aus“ oder „die Engel pflücken Federn und Dunen.“

## Interpretation

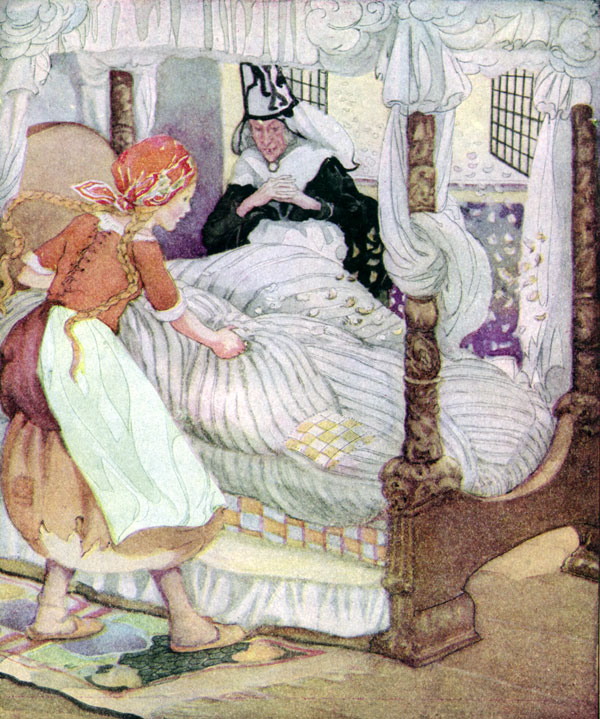
Illustration von Anne Anderson

Im Märchen wird ab der 2. Auflage der ehedem häufige innerfamiliäre Konflikt behandelt, als viele Frauen im Kindbett starben, die Witwer oft neu heirateten und miteinander konkurrierende Halbgeschwister zeugten. So ist in Grimms Märchen ab der 2. Auflage die böse Mutter stets eine Stiefmutter. Die Spindel ist Objekt weiblichen Fleißes, Gold Ausdruck der Wertschätzung, hier kontrastiert durch Pech. Märchen vom guten und schlechten Mädchen sind beliebt. Vgl. schon in Giambattista Basiles Pentameron IV,7 Die beiden kleinen Kuchen. Vgl. Die Goldmaria und die Pechmaria und Der goldne Rehbock in Ludwig Bechsteins Deutsches Märchenbuch, in der Ausgabe von 1845 auch Der Garten im Brunnen. Eine Hexe im Brunnen gibt es in Grimms Märchen auch in Das blaue Licht. Auch Die Regentrude von Theodor Storm wohnt in der durch eine hohle Weide zugänglichen Unterwelt. Eine ähnliche Geschichte erzählt das bulgarische Märchen Das goldene Mädchen. Die Unterweltvision ist etwas ähnlich in Das Goldspinnen, Ulrich Jahns Volksmärchen aus Pommern und Rügen Nr. 1.
Die Heimat dieses Märchens ist nicht eindeutig festzulegen, da es mehrere Regionen gibt, in denen die Bewohner behaupten, Frau Holle sei in einem ihrer Berge zu Hause. So werden der Hohe Meißner zwischen Kassel und Eschwege, die Hörselberge bei Eisenach und die Orte Hörselberg und Hollerich genannt. Mythologisch scheint das Märchen älteren Stoff zu verarbeiten. So ist zunächst einmal das Springen in den Brunnen mit der sich anschließenden Reise in die Anderswelt (oder hier Brunnenwelt) zu nennen. Frau Holle (Hulda, Perchta) ist die große Göttin, die „Mutter Erde“. Leser esoterischer Bücher mag die schöne Wiese an Nahtoderfahrungen erinnern. Rudolf Meyer versteht sie als nachtodlichen Weg und Karma. Auch laut Ortrud Stumpfe prüft die Natur als Frau Holle auf die Fähigkeit zu liebender Intelligenz.
Nach Hedwig von Beit personifiziert die Schattengestalt der Pechmarie einerseits eine besonders unbewusste, unachtsame, andererseits eine einseitig bewusste, berechnende Haltung, vgl. KHM 89, 107, 126. In anderen Märchen sind diese gegensätzlichen Aspekte des Schattens durch zwei Figuren dargestellt (KHM 57, 63, 106). Auch in Frau Holle steckt dieser Doppelaspekt, sie gleicht Frau Hulda, Perchta, Hel. Die Heldin wird im Spinnen am Brunnen, Brot im Backofen und Apfelbaum also mit ihrer archaischen Weiblichkeit konfrontiert, wobei das Unbewusste das karge Leben der Benachteiligten in fruchtbarem Triebleben kompensiert. Das Spinnen ist weibliche Tüchtigkeitsprobe (vgl. KHM 9, 14, 49, 50, 55, 65, 67, 79, 128, 156, 181, 179, 188), der Brunnen Zugang zum Unbewussten (s. a. KHM 1, 91), zum Bezug des Korns auf die Große Mutter vgl. die Eleusinischen Mysterien, gleichzeitig drückt das Brot eine menschliche Bemühung aus. Der Apfelbaum erinnert an Idun, wobei im Schütteln vielleicht auch eine männliche Funktion angedeutet ist. Der Schneehimmel verkörpert eine geistig-kühlere Sphäre des Unbewussten. Die Vergoldung und der Hahnenschrei identifizieren die Heldin mit der aufgehenden Sonne, d. h. neugewonnenes Bewusstsein (vgl. Hohes Lied).
Ulla Wittmann erklärt, wie Loslassen in der Verzweiflung zu neuem Glück führt. Höchstes und Tiefstes sind sich so nah, und die an ihrer Mutter litt, lernt Mutter Erdes gute Seite kennen, Materie und Geist sind eins. Das Routinerad kostete zu viel Blut und Tränen, sie erweckt die Chakren am Baum des Lebens, der Weg ist Ziel und das Leben selbst. Die Anti-Heldin tut es äußerlich berechnend. Eugen Drewermann zufolge ist dieses Märchen ausnahmsweise mehr religiös-philosophisch als tiefenpsychologisch: Gut und Böse und wie man damit umgeht. Gold- und Pechmarie stehen für Sonne und Mond im Haus von „Frau Welt“, wie man im Mittelalter sagte. Frau Holle ist die germanische Erd- und Himmelsgöttin Hulda oder Berchta, in deren Weltenbrunnen die Sonne täglich absteigt. Der Brunnen ist auch ein Taufsymbol. Die Aufgaben sind dann die Jahreszeiten (die Wiese ist der Frühling, der Ofen mit dem Brot im Sommer, Äpfel ernten im Herbst und es schneit im Winter (durch das Federkissen)). Mythen kennen solch ungleiche Geschwisterpaare, etwa Esau und Jakob, Lea und Rachel (Gen 25  bzw. Gen 29 ). Der Gehorsam des Guten führt letztlich zur Resignation. Nun gehorcht sie der Harmonie der Dinge der Welt. Dank der Großen Göttin lohnt sich Gutes nun doch. Auch der Dualismus einer bloßen Gerechtigkeit im Jenseits wird überwunden. Das Gute braucht das Böse gar nicht, das äfft nur nach (vgl. Ps 73,18 , Ps 92,7 ).
Wilhelm Salber sieht hier Spaltungen mit wechselnder Zuordnung auf der Suche nach Stabilität. Die ständigen Inversionen können als Verrat verspürt werden, die Aneignungsversuche zu Farblosigkeit führen. Christine Semotan analysiert das Märchen unter gestaltpsychologischen und individualpsychologischen Gesichtspunkten – Goldmarie und Pechmarie können als Repräsentationen von „Sachlichkeit“ und „Ichhaftigkeit“ verstanden werden. Der Homöopath Martin Bomhardt vergleicht das Märchen mit dem Arzneimittelbild von Aranea diadema, Causticum, Natrium carbonicum. Wolf-Dieter Storl meint, die Göttin ist ja selbst eine Spinnerin, sie spinnt die Lebensfäden und unsere Wirklichkeit. Im Märchen gibt sie dem Mädchen die Spindel, also den verlorenen Lebensfaden wieder. Der Hahn ist einer ihrer heiligen Vögel. Äpfel bedeuten Lebenskraft, der Backofen den weiblichen Schoß. Peter Sloterdijk erklärt Philosophie als Umgang mit richtig gestellten Aufgaben, wie bei dem Mädchen mit dem Backofen, dagegen sei Ausrechnen mathematischer Gleichungen kein Denken. Frau Holles Apfelgarten in Sigrid Frühs Märchen von Gärten und Rauhnächte vergleicht Frau Holle auf und unter der Erde.

## Parodien

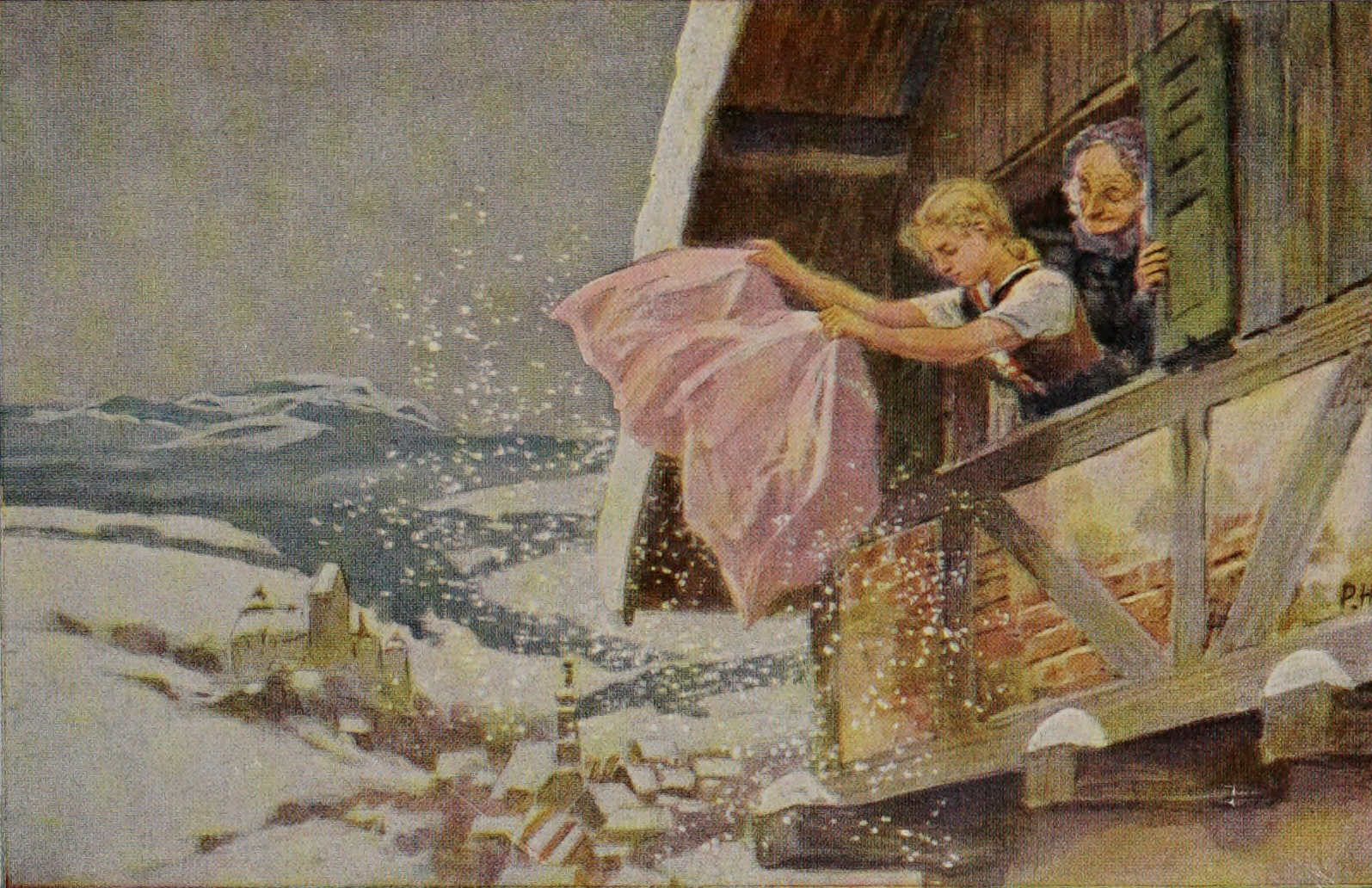
Illustration von Paul Hey, 1939

Bei Janosch schafft Frau Holle die Arbeit nicht, weil die gute Schwester mit einem Konditor durchbrannte und die andere faul ist, und deshalb sind Schnee, Brot und Äpfel so ungleich verteilt und geht es auf der Welt so schlimm zu. In Kerstin Hensels kurzer Parodie Seifenmärchen wird Goldmarie entführt und zu Seife verkocht. Kerstin Hensels Gedicht spielt auf das Märchen an: „[…] Und da ist‘s in den Brunnen gefallen / Und da war in der Tiefe ein Feld […]“, „[…] Holde Jungfrau all hie […]“ Ein Manga erschien von Luisa Velontrova. Frau Holle ist ein alkoholfreier, weißer Cocktail aus Ananassaft, Sahne und Kokossirup. Der Weihnachtsmarkt bei Schloss Kaltenberg begrüßt Besucher am Eingangstor mit Gold- und Pechmarie beim Kissenschütteln. In der Version der Märchenstunde (2007) ist die „faule“ Tochter eigentlich die Gute und Vernünftige, während ihre dümmliche Schwester mit ihrem Übereifer nur Chaos anrichtet. In Stefanie Lasthaus’ Fantasy-Roman Frau Holles Labyrinth besiegen die Schwestern die Holle, die den Menschen die Erinnerungen stiehlt. Frau Holle ist tot ist ein Krimi von Roland Stark, ein weiterer Holger Bruns’ Opferfest im Frau-Holle-Land.

## Sagen

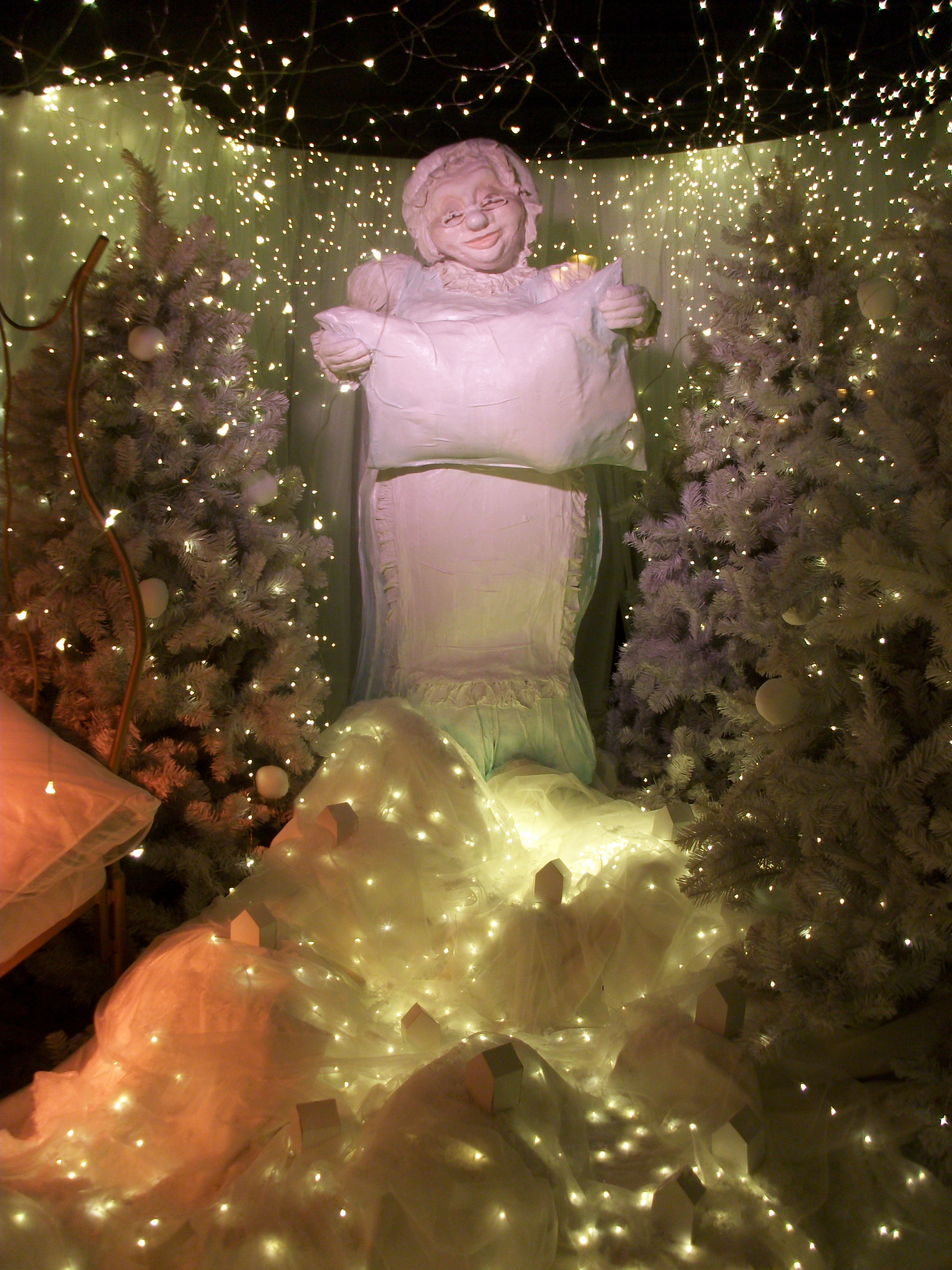
Funkelfenster des Helmnot-Theaters (Lichtenstein/Sa.), Frau Holle

Neben dem bekannten Märchen der Brüder Grimm existieren noch zahlreiche weitere Sagen um Frau Holle, so schon in Grimms Deutsche Sagen, Nr. 4–8.
Frau Holle wurde auf zahlreichen Bergen verehrt. Viele Sagen sind in der Region des Hohen Meißners in Nordhessen überliefert. Der Frau-Holle-Teich soll unendlich tief und der Eingang zu ihrer Anderswelt sein, die auch im Märchen der Brüder Grimm beschrieben wurde.
Im Volksmund ist Frau Holle für die Schneemenge im Winter verantwortlich, denn je gründlicher sie ihre Betten ausschüttelt, desto mehr schneit es auf der Erde. Nach anderen Sagen segnet Frau Holle die grünenden Fluren im Frühjahr, indem sie über Felder und Wiesen schreitet, wodurch der Saft in die Pflanzen schießt und die Natur erwacht. Frau Holle soll auch die Menschen zahlreiche Kulturtechniken wie Spinnen und Weben gelehrt haben.
Der Holunder (auch: Holler) gilt als Pflanze, die besonders der Frau Holle geweiht ist. Möglicherweise stammt sogar sein Name von ihr. Kinder, die in eine Wiege aus Holunder gelegt worden waren, waren bedroht, einem Raub durch Frau Holle zum Opfer zu fallen (siehe auch: Holunder#Der Holunder in Religion, Mythos und Aberglauben bzw. Volksglauben).
Es wird auch berichtet, dass Frau Holle Kuchen, Blumen oder Obst schenkt und insbesondere Frauen und Mädchen hilft, ihnen „so manches gute Jahr“ wünscht und sie gesund und fruchtbar macht.
Frau Holle gilt nach anderen Sagen als Bringerin der Kinder bzw. führt die Seelen der ungetauft gestorbenen Kinder mit sich. Im thüringischen Gotha hat sich bis heute die Überlieferung erhalten, dass Frau Holle im Weißen Brunnen (eine heute abgedeckte und der Sage nach „unendlich tiefe“ Quelle westlich der Innenstadt) die noch ungeborenen Gothaer Kinder hütete, bis deren Zeit zur Geburt gekommen war.
Frau Holle gilt ferner als Schirmherrin der Spinnerinnen und Weber. Teilweise werden hier Parallelen zu den Nornen oder Parzen gezogen.
Weiterhin gilt Frau Holle als Herrscherin über die Schätze des Erdinnern.
Zur Zeit der Raunächte, zwischen 21./22. Dezember und 2./3. Januar (durch die Gregorianische Kalenderreform mancherorts zeitverschoben zwischen 24. Dezember und 6. Januar begangen), soll sie zur Erdoberfläche aufgestiegen sein, um nachzusehen, wer das Jahr über fleißig oder wer faul war. Daher wird sie heute auch mit der von Tacitus erwähnten Mythengestalt Nerthus in Verbindung gebracht.
Einige Sagen berichten davon, wie Frau Holle in der Gestalt der Muhme Mählen die Seelen der Menschen prüft: Als alte und hilflose Frau bittet sie um Nahrung und Obdach. Diejenigen, die ihr helfen, werden reich belohnt. Wenn Menschen aber aus Geiz diese Hilfe verweigern, werden sie bestraft. So schlug z. B. der reiche und hartherzige Bauer des Honighofes bei Wickenrode (Hessen) seine Tochter, weil sie einer alten Frau (Frau Holle) zu essen und trinken gegeben hatte, und hetzte seine Hunde auf diese. Als Strafe verbrannte Frau Holle den Hof. Der Bauer und sein Sohn kamen im Feuer um, während seine Tochter vor den Flammen beschützt wurde.
Der Volkskundler Karl Paetow hat die zahlreichen Sagen um Frau Holle erstmals systematisch gesammelt. Die Matriarchatsforscherin Heide Göttner-Abendroth hat in ihrem Buch „Frau Holle – das Feenvolk der Dolomiten“ die Sagen um Frau Holle chronologisch zu ordnen und entsprechend der von ihr vertretenen Matriarchatstheorie zu rekonstruieren versucht.

## Religionsgeschichte und Theorien zur Herkunft
Zahlreiche archaische Motive in den Sagen deuten nach Ansicht von Heide Göttner-Abendroth auf das hohe Alter dieser Gestalt hin, die ihrer Meinung nach auf eine große Muttergöttin der Jungsteinzeit zurückgeht.
Der Historiker Karl Kollmann kommt zu der Schlussfolgerung, dass sich schriftliche Spuren der Frau Holle mindestens 1000 Jahre zurückverfolgen lassen. Die früheste schriftliche Erwähnung findet sich in den Dekreten des Bischofs Burchard von Worms, die zwischen 1008 und 1012 verfasst worden waren. Jedoch ist sie seiner Ansicht nach sehr viel älter: „Die Indizien sprechen jedenfalls stark für die Annahme, dass Frau Holle keine Spukgestalt und kein Vegetationsdämon ist, sondern die regionale Verkörperung einer uralten weiblichen Erdgottheit, wie man sie fast überall auf der Welt unter den verschiedensten Namen verehrt hat.“
Die Germanistin Erika Timm geht davon aus, dass der Name Holle (in etwa: die Huldvolle) ursprünglich ein Beiname der germanischen Göttin Frigg war. Dieser hat sich nach der Christianisierung verselbständigt, unter anderem deshalb, weil es jetzt nicht mehr ratsam war, den Namen einer „heidnischen“ Göttin zu nennen oder sie gar anzurufen. Denn das wäre als Götzendienst sanktioniert worden. Nach dem gleichen Muster hätte sich die im süddeutschen und alpenländischen Raum bekannte Perchta (etwa: die Glänzende) aus einem anderen Beinamen von Frigg entwickelt, mit der Besonderheit, dass bei dieser Figur auch noch speziell norische Vorstellungen eine Rolle spielten. Harke oder Harre sind ebenfalls Namen verwandter Gestalten. Sie wird auch mit der germanischen Göttin Holda oder Hulda (ein deutscher Name für Frigg?) identifiziert.
Eine weitere Verwandtschaft wird zu der germanischen Totengöttin Hel hergestellt. Erika Timm zufolge liegt der Schwerpunkt von Frau-Holle-Überlieferungen im Raum Hessen, Thüringen und Unterfranken. Hier ist dieser ehrenvolle Titel verbreitet. Weiter südlich ist der Titel Berchta/Perchta (von 'beraht': die Glänzende) üblich, weiter nördlich ihre Benennung nach dem Eigennamen Frau Frerk (von Frigg/Frea/Frija), oder nach ihrem mythischen Ehemann als Frau Wode oder Frau Gode. Verehrungsstätten der Frau Holle können durch das Motiv der Kultkontinuität ermittelt werden. Damit kann das Quellheiligtum von Amorsbrunn (Gemeinde Amorbach/Unterfranken) als Frau-Holle-Kultstätte wahrscheinlich gemacht werden. Hierher kommen seit Menschengedenken insbesondere Frauen, um fruchtbar zu werden. Das Motiv ist die Vorstellung, dass Frau Holle die Teiche hütet, aus denen die Kinderseelen kommen. (Das Postkarten-Motiv vom Storch, der ein Baby im Tuch im Schnabel zu frischgebackenen Eltern bringt, entstammt ihrer Mythologie.) Kaiserin Maria Theresia pilgerte von Wien hier her und stiftete Messen für den Kindersegen des Hauses Habsburg. Bis heute ist der Strom von Besuchern, die hier Wasser schöpfen, ungebrochen. Die Quelle selbst wurde im 8. Jahrhundert mit einer Kapelle überbaut. Das Wasser wird in ein Becken hinter der Kirche geleitet, wo Wasser geschöpft und (rituell) gebadet wird.
Frau-Holle-Verehrung kann auch für den Marienberg in Würzburg wahrscheinlich gemacht werden, wo sich heute die Festung Marienberg befindet. Die Frau-Holle-Überlieferung ist in Würzburg in der Kilians-Legende erhalten, in der die Frau Holle (bzw. Frija) gemäß der Interpretatio Romana als Diana bezeichnet wird. Das Deckenfresko der Diana im Gartensaal der Würzburger Residenz verweist auf ihre Nennung in der Kilians-Legende.
Das ZDF berichtete in dem Film Frau Holle und ihre versunkene Welt über die Kultkontinuität der Frau Holle am Quellheiligtum von Amorsbrunn, sowie über ihre Tradition in Würzburg, der in der Reihe Terra X: Magie der Märchen (zweiteilige Dokumentation) am 4. Oktober 2020 gesendet wurde.
Etymologisch ist der Name nicht mit der Göttin Nehalennia verwandt.

## Brauchtum

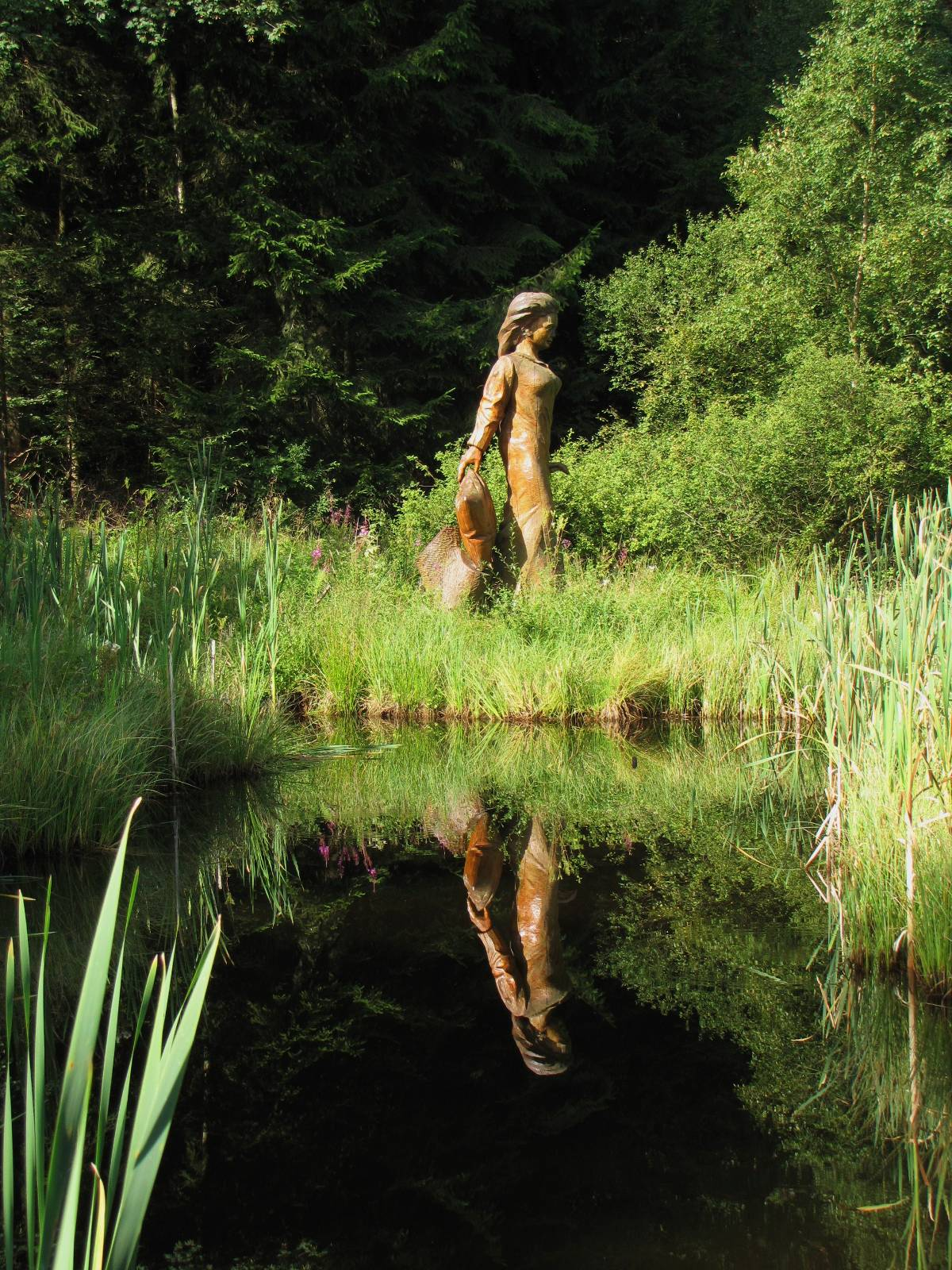
Statue der Frau Holle am Frau-Holle-Teich auf dem Hohen Meißner

Volkskundler berichten auch über Bräuche im Zusammenhang mit Frau Holle. So sollen früher insbesondere junge Frauen im Frau-Holle-Teich auf dem Hohen Meißner gebadet haben, wenn sie fruchtbar werden wollten. Dem Wasser dieses Teiches wurden auch Heilkräfte zugeschrieben. Wenn Schulmädchen aus der Umgebung in den Teich schauten und ihr Spiegelbild sahen, dann riefen sie: „Das sind die Kinder der Frau Holle.“ Auch wollten sie im Schilf die Haarspitzen der Ungeborenen erkannt haben. Dieser Brauch war noch in den 1930er Jahren verbreitet.
Gegen 1850 fand ein Schäfer in der Nähe des Holleteiches zwei Goldmünzen aus der römischen Kaiserzeit (1. Jahrhundert v. Chr.). Ausgrabungen in der Nähe des Teiches im Jahr 1937 förderten Keramikscherben aus dem Mittelalter und aus früheren Zeiten zutage. Das kann darauf hindeuten, dass an diesem Teich der Frau Holle Opfer dargebracht wurden.
Jungen und Mädchen tanzten noch im 19. Jahrhundert nachts in der Nähe des Hollelochs bei Schlitz und sangen folgendes Lied, von dem nur noch die erste Strophe bekannt ist:

„Miameide – steht auf der Heide –

Hat ein grün’s Röcklein an.

Sitzen drei schöne Jungfern daran.

Die eine schaut nach vorne,

die andre in den Wind.

Das Weibsbild an dem Borne

hat viele, viele Kind.“

Dieses Lied hat vermutlich vorchristliche Ursprünge. Der genaue Sinn ist nicht mehr feststellbar. Insbesondere die letzten beiden Zeilen könnten auf die Funktion von Frau Holle als Bringerin der Kinder hindeuten.
Ein weiterer Brauch in Nordhessen, besonders in der Meißnerregion, bezieht sich auf die Neujahrsnacht: Am Silvesterabend stellen die Kinder einen Topf oder eine Schüssel vor die Tür. Am Neujahrsmorgen finden die braven Kinder dann unter dem umgedrehten Topf ein kleines Geschenk.
Im thüringischen Dorf Schnett in der Gemeinde Masserberg wird bis heute das Ende der Rauhnächte mit der sogenannten Hullefraansnacht, d. h. der Nacht der Frau Holle, die in Form der Stöheren erscheint, begangen.
Auf dem Andreasberg wird die Sage von der Frau Holle als Ehestifterin erzählt.

## Frau-Holle-Pfad

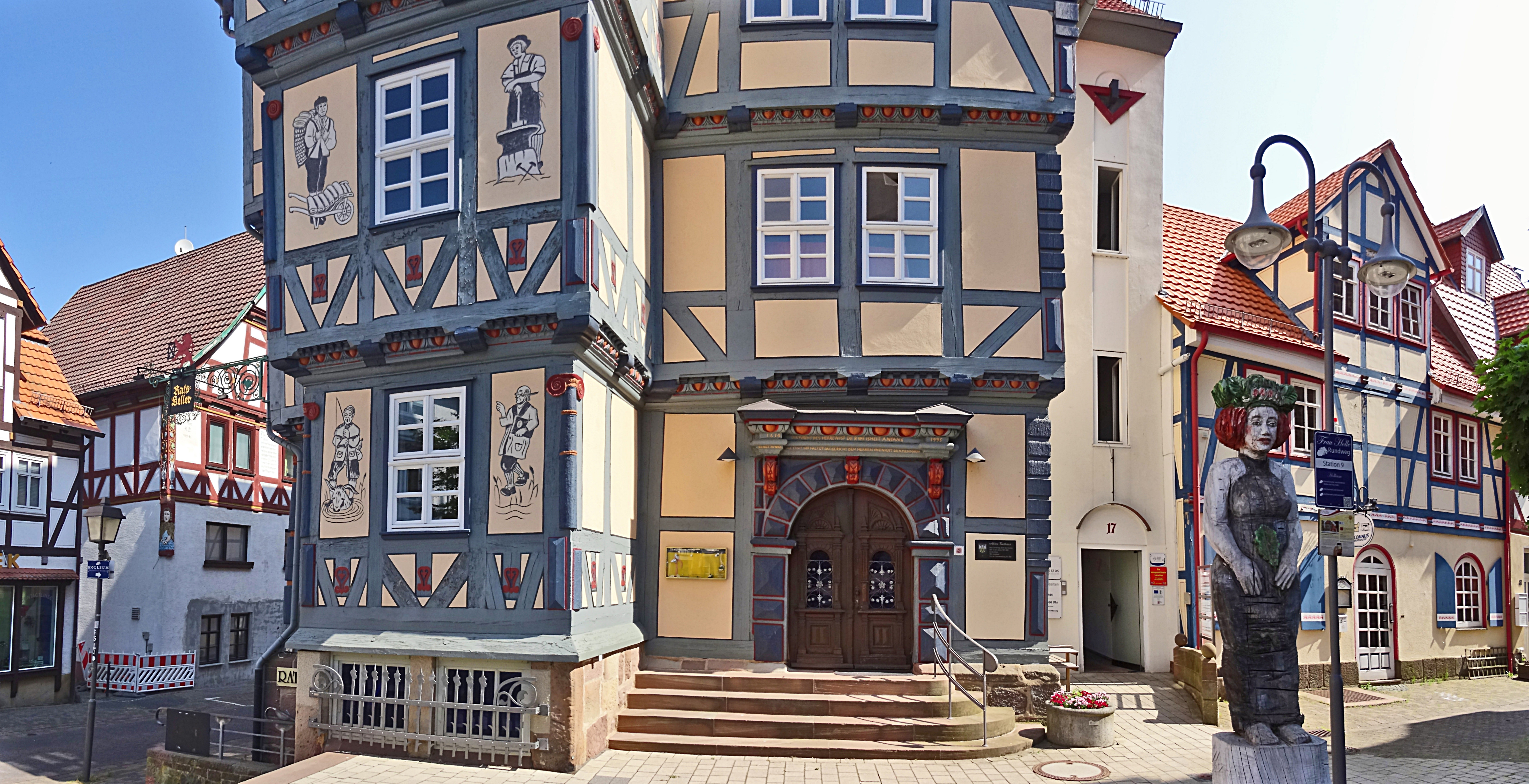
Frau Holle vor dem „Holleum“ in Hessisch Lichtenau

In Nordhessen und Südniedersachsen gibt es den etwa 185 km langen Frau-Holle-Pfad, der von Bad Karlshafen durch den Reinhardswald, Bramwald, Kaufunger Wald, über den Hohen Meißner, durch das Stölzinger Gebirge, Richelsdorfer Gebirge und die Kuppenrhön bis nach Schenklengsfeld führt. Entlang des Wanderwegs kann man sich anhand von Schautafeln über das Märchen Frau Holle informieren.
Dies geht auch im Holleum in Hessisch Lichtenau.
Siehe auch Geo-Naturpark Frau-Holle-Land.

## Theater
- Frau Holle (Goldmarie und Pechmarie). Ein Kindermärchen-Lustspiel in drei Bildern von Robert Bürkner
- Frau Holle (Goldmarie und Pechmarie). Ein Märchen nach den Gebrüdern Grimm. Neufassung nach Robert Bürkner von Rolf B. Wessels

## Musiktheater
In Richard Wagners Werken finden sich zahlreiche Hinweise auf verschiedene Aspekte der Frau Holle, die Wagners kreativen Umgang mit der germanischen Mythologie widerspiegeln. In der Oper Tannhäuser besingt der junge Hirte die Ankunft des Frühlings mit den Worten „Frau Holda kam aus dem Berg hervor, zu zieh’n durch Fluren und Auen“. Der sagenhafte Wohnort der Holle im Hörselberg bei Eisenach wird bei Wagner zum Venusberg, in den sich sein Held vor der Welt zurückzieht. Hier verknüpfen sich also die Aspekte der Frühlings- mit denen der Liebesgöttin (wenn auch mit der graecoromanischen Venus statt der germanischen Frigg/Freia). Der Rückzug ins weltentrückte Reich der Liebesgöttin beinhaltet auch den Aspekt der Hel, des Totenreiches.
Im Rheingold wird Freia, die Göttin der Liebe und der Jugend, von den Riesen als „Freia, die holde, Holda, die freie“ bezeichnet. Wagner zieht hier ebenfalls eine sprachliche Verbindung der Frau Holle mit der germanischen Göttin der Jugend und des Frühlings. Der chthonische Aspekt der Todesgöttin wird im Ring des Nibelungen durch die Verschmelzung von Holla und Hel zum Kunstwort Hella verdeutlicht: Siegmund weigert sich in der „Walküre“, nach dem ihm vorherbestimmten Tod nach Walhall gebracht zu werden, er will im Totenreich bleiben: „Hella halte mich fest!“ Und auch in der Götterdämmerung ist von „Hellas nächtlichem Heer“ die Rede.

## Filme

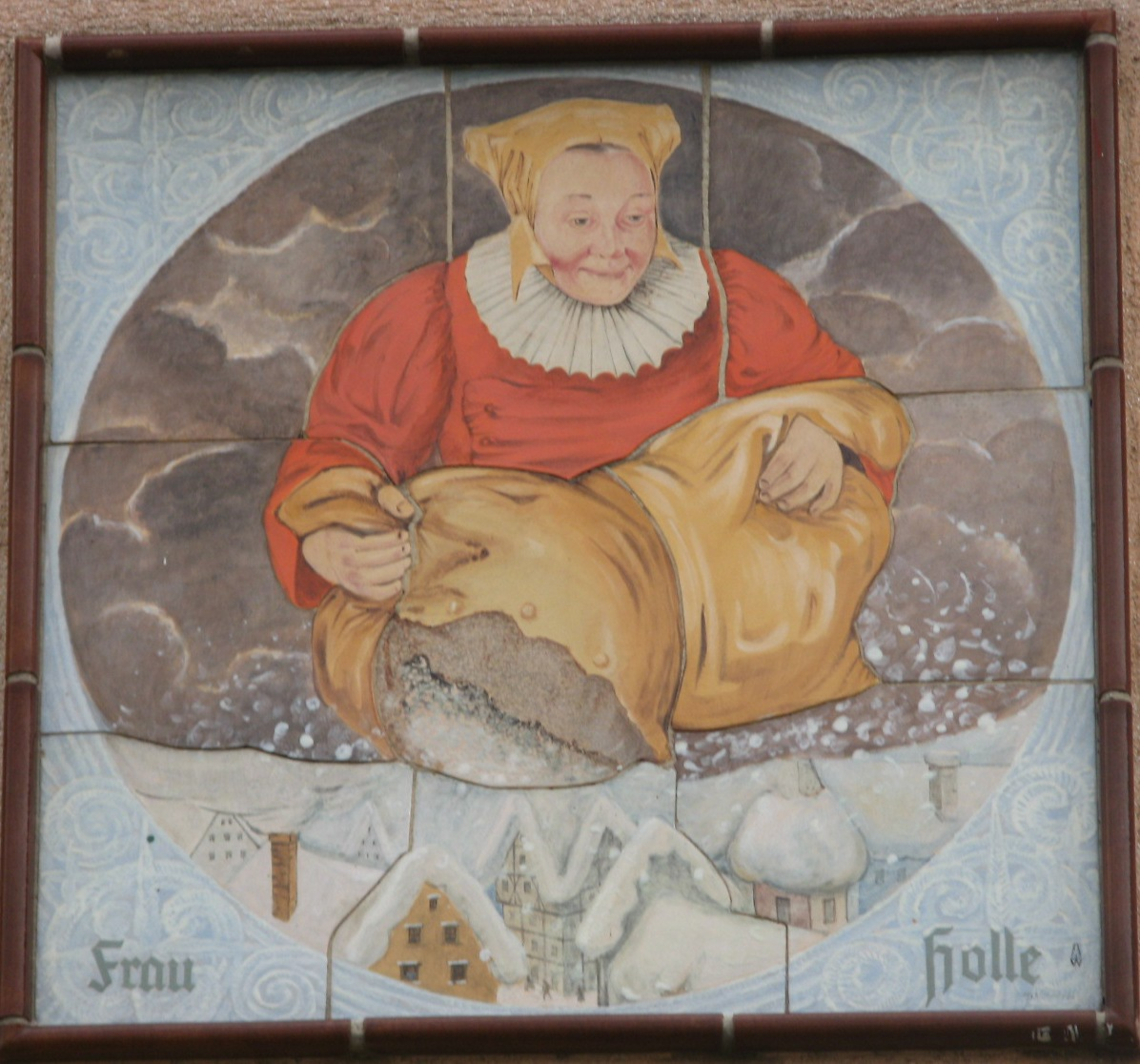
Frau Holle (um 1940), Johann-Mithlinger-Siedlung, Raxstraße 11, Wien

- 1906: Frau Holle, s/w (keine weiteren Informationen)
- 1908: Stummfilm s/w, Heinrich Ernemann AG, Dresden
- 1944: Frau Holle, Hans Grimm (erst 1948 aufgeführt)
- 1953: Frau Holle, Johannes Hempel (DDR), Puppentrickfilm
- 1954: Frau Holle, Regie: Fritz Genschow[40]
- 1959: Frau Holle, Fernsehproduktion der Augsburger Puppenkiste, s/w, 1959
- 1961: Frau Holle, Regie: Peter Podehl (der Film lief ab 1968 auch in den USA)
- 1963: Frau Holle, Regie: Gottfried Kolditz, DEFA-Spielfilm, DDR 1963, 57 min., mit Karin Ugowski[40]
- 1963: Nur ein Märchen, Regie: Carl Schröder, DEFA-Puppentrickfilmsatire
- 1967: Frau Holle, Fernsehproduktion der Augsburger Puppenkiste, ital., s/w, 1967
- 1971: siehe 1977
- 1977: Frau Holle (1971 gedreht; 1977 veröffentlicht), Regie: Rudolf Jugert[40]
- 1985: Frau Holle, nach Motiven des Märchens der Brüder Grimm, D / A / CSSR 1985, Juraj Jakubisko
- 1987: Gurimu Meisaku Gekijō, japanische Zeichentrickserie 1987, Folge 33: Frau Holle (ca. 30 min.)
- 2004: Frau Holle, ein 13-minütiger Trickfilm von Thomas Schneider-Trumpp
- 2006: Die ProSieben Märchenstunde, Filmkomödie aus Die Märchenstunde, Deutschland/Österreich (ca. 45 min.)[40]
- 2008: Frau Holle, Märchenfilm aus der 1. Staffel der ARD-Reihe Sechs auf einen Streich, Deutschland, Regie: Bodo Fürneisen
- 2010: Simsala Grimm, deutsche Zeichentrickfilmserie 2010, Staffel 3, Folge 5: Frau Holle
- 2020: Film: Frau Holle und ihre versunkene Welt. Gesendet im ZDF, Sonntag, 4. Oktober 2020, 19:30 – 20:15 Uhr in der Reihe: Terra X. Buch: Ingo Helm, Regie: Volker Schmidt-Sondermann, Kamera: Ralf Gemmecke. Produktionsgesellschaft: IFAGE Filmproduktion GmbH, Produzentin: Melanie Weiß, Redaktion: Claudia Moroni. Länge: 43‘30‘‘. Er ist auf Youtube im Kanal von ‚Terra X‘ zu finden.[41]

## Philatelistisches
Bereits im Oktober 1967 wurde das Märchen auf motivgleichen Briefmarken der Deutschen Bundespost Berlin und von Deutscher Bundespost dargestellt:

Briefmarken des Jahrgangs 1967 der Deutschen Bundespost Berlin
Die fleißige Stieftochter spinnt am Spinnrad.
Frau Holle schüttelt die Betten aus; es schneit.
Die fleißige Stieftochter wird zum Lohn mit Gold überschüttet.
Die arbeitsscheue Tochter wird mit Pech überschüttet.

Mit dem Erstausgabetag 4. Februar 2021 gab die Deutsche Post AG drei Postwertzeichen mit zusätzlichen Centbeträgen zugunsten der Bundesarbeitsgemeinschaft der freien Wohlfahrtspflege e. V. in der Serie Grimms Märchen heraus. Die drei Postwertzeichen behandeln Themen des Märchens Frau Holle: Die Prüfung (80 + 40 Eurocent), Die Besinnung und Sehnsucht (95 + 45 Eurocent) und Die Wiedergeburt (155 + 55 Eurocent). Die Entwürfe stammen vom Grafiker Michael Kunter aus Berlin.

### Wissenschaftliche Texte
- Welf-Gerrit Otto: Kontroverse um eine Skulptur der Frau Holle auf dem Hohen Meißner. In: Schleswig-Holstein. Die Kulturzeitschrift für den Norden. Themenheft II: Mythen/Märchen. 2017, S. 50–55.
- Welf-Gerrit Otto: Frau Holle: Von Übermüttern, nachtfahrenden Weibern und der Vereinnahmung einer Märchengestalt. In: Schleswig-Holstein. Die Kulturzeitschrift für den Norden. Nr. 4, 2017, S. 62–69.
- Ullrich R. Kleinhempel: Aus dem Reich der Frau Holle in Unterfranken. Die große Diana von Würzburg und die Quelle von Amorbach. In: Herdfeuer. Band 47, 2017, ISSN 1611-4604, S. 41–53 (academia.edu).
- Marianne Rumpf: Frau Holle. In: Enzyklopädie des Märchens. Band 5. Berlin 1987, Sp. 159–168.
- Marianne Rumpf: Perchten. Populäre Glaubensgestalten zwischen Mythos und Katechrese. Würzburg 1991.
- Erika Timm (unter Mitarbeit von Gustav Adolf Beckmann): Frau Holle, Frau Percht und verwandte Gestalten. 160 Jahre nach Jacob Grimm aus germanistischer Sicht betrachtet. Hirzel, Stuttgart 2003, ISBN 3-7776-1230-8 (Rezension (PDF; 111 kB)).

### Deutungen des Märchens
- Hedwig von Beit: Symbolik des Märchens. Francke, Bern 1952, S. 664–678.
- Ulla Wittmann: Ich Narr vergaß die Zauberdinge. Märchen als Lebenshilfe für Erwachsene. Ansata-Verlag, Interlaken 1985, ISBN 3-7157-0075-0, S. 203–213.
- Friedel Lenz: Bildsprache der Märchen. 8. Auflage. Verlag Freies Geistesleben und Urachhaus, Stuttgart 1997, ISBN 3-87838-148-4, S. 184–190.
- Eugen Drewermann: Lieb Schwesterlein, laß mich herein. Grimms Märchen tiefenpsychologisch gedeutet. 11. Auflage. Dtv, München 2002, ISBN 3-423-35050-4, S. 363–395.
- Ingrid Riedel: Wie aus der ungeliebten Tochter eine starke Frau wird. Frau Holle. Kreuz-Verlag, Stuttgart 2005, ISBN 978-3-7831-2751-5.
- Kerstin Weber: Anette Rath-Beckmann interpretiert Märchenstoff – Schamanische Reise zu Frau Holle. In: Werra-Rundschau. Eschwege 2015, Dienstag, der 24. Februar 2015 (Bad Sooden-Allendorf, Eschwege, Meißner) S. 6, mit 1 Abb.
- Christine Semotan: Ichhaftigkeit und sachdienliches Handeln im Märchen „Frau Holle“. In: Phänomenal. Band 10, Nr. 3, S. 3–14 (academia.edu).

### Mythologie und Sagen
- Heide Göttner-Abendroth: Frau Holle. Das Feenvolk der Dolomiten; die großen Göttinnenmythen Mitteleuropas und der Alpen. Helmer, Königstein/Taunus 2006, ISBN 3-89741-167-9.
- Karl Kollmann: Frau Holle und das Meißnerland. Historische Gesellschaft des Werratales, Heiligenstadt 2005, ISBN 3-929413-90-6 (Ausführliche Dokumentation der ersten schriftlichen Zeugnisse und genaue Würdigung aller regionalen Sagen mit Überprüfung auf den realen Hintergrund).
- Karl Kollmann: Frau Holle und das Meißnerland – Einem Mythos auf der Spur. 2. erw. Auflage. Eschwege 2007, 156 S.
- Karl Paetow: Frau Holle. Volksmärchen und Sagen. Husumer VG, Husum 1986, ISBN 3-88042-331-8.
- Welf-Gerrit Otto: Frau Holle: Von Übermüttern, nachtfahrenden Weibern und der Vereinnahmung einer Märchengestalt. In: Schleswig-Holstein. Die Kulturzeitschrift für den Norden. Nr. 4, 2017, ISSN 0937-7247, S. 62–69.